# AFC Champions League Two 2025-2026
L'AFC Champions League Two 2025-2026 è la 2ª edizione della seconda competizione calcistica per club dell'Asia dopo il rinnovo dei formati delle competizioni AFC per club. Il torneo inizierà il 31 luglio 2025 e si concluderà il 16 maggio 2026 con la finale.
La squadra campione in carica è lo Sharjah.

## Regolamento
Alle federazioni vengono assegnati i posti in base alla classifica delle competizioni per club, che è stata pubblicata dopo il completamento delle competizioni del 2023-2024.
| Posizione della federazione in base al coefficiente AFC per nazioni | Posizione della federazione in base al coefficiente AFC per nazioni | Numero di squadre partecipanti | Posizione della federazione in base al coefficiente AFC per nazioni | Posizione della federazione in base al coefficiente AFC per nazioni | Numero di squadre partecipanti |
| Ovest Regione                                                       | Ovest Regione                                                       | Numero di squadre partecipanti | Est Regione                                                         | Est Regione                                                         | Numero di squadre partecipanti |
| ------------------------------------------------------------------- | ------------------------------------------------------------------- | ------------------------------ | ------------------------------------------------------------------- | ------------------------------------------------------------------- | ------------------------------ |
| 1-6                                                                 | 1-6                                                                 | 1                              | 1-3, 5-7, 12                                                        | 1-3, 5-7, 12                                                        | 1                              |
| 7-8                                                                 | 7-8                                                                 | 2                              | 4, 8-10                                                             | 4, 8-10                                                             | 2                              |
| 9-10                                                                | 9-10                                                                | 1+1                            |                                                                     |                                                                     |                                |
| 11-12                                                               | 11-12                                                               | 0+1                            |                                                                     |                                                                     |                                |

| Valutazione per l'AFC Champions League Two 2024-2025 | Valutazione per l'AFC Champions League Two 2024-2025 |
| ---------------------------------------------------- | ---------------------------------------------------- |
|                                                      | Rispetta i criteri                                   |
|                                                      | Non rispetta i criteri                               |

| Posizione | Posizione | Associazione                                                      | Punti   | Slot          | Slot     |
| Posizione | Posizione | Associazione                                                      | Punti   | Fase a Girone | Play-off |
| Regione   | AFC       | Associazione                                                      | Punti   | Fase a Girone | Play-off |
| --------- | --------- | ----------------------------------------------------------------- | ------- | ------------- | -------- |
| -         | -         | Eliminato dai preliminari di AFC Champions League Elite 2025-2026 | -       | 1             | 0        |
| 1         | 1         | Arabia Saudita                                                    | 103.148 | 1             | 0        |
| 2         | 4         | Emirati Arabi Uniti                                               | 74.873  | 1             | 0        |
| 3         | 5         | Qatar                                                             | 70.330  | 1             | 0        |
| 4         | 6         | Iran                                                              | 68.640  | 1             | 0        |
| 5         | 9         | Uzbekistan                                                        | 47.259  | 1             | 0        |
| 6         | 10        | Iraq                                                              | 37.118  | 1             | 0        |
| 7         | 13        | Giordania                                                         | 30.403  | 2             | 0        |
| 8         | 16        | Bahrain                                                           | 23.368  | 2             | 0        |
| 9         | 17        | India                                                             | 22.806  | 1             | 1        |
| 10        | 18        | Tagikistan                                                        | 22.493  | 1             | 1        |
| 11        | 19        | Turkmenistan                                                      | 20.217  | 0 (+1 ACL)    | 1        |
| 12        | 20        | Kuwait                                                            | 20.048  | 0             | 1        |
| Totale    | Totale    | Totale                                                            | Totale  | 14            | 4        |
| Totale    | Totale    | Totale                                                            | Totale  | 18            |          |

| Posizione | Posizione | Associazione                                                      | Punti  | Slot          | Slot     |
| Posizione | Posizione | Associazione                                                      | Punti  | Fase a Girone | Play-off |
| Regione   | AFC       | Associazione                                                      | Punti  | Fase a Girone | Play-off |
| --------- | --------- | ----------------------------------------------------------------- | ------ | ------------- | -------- |
| -         | -         | Eliminato dai preliminari di AFC Champions League Elite 2025-2026 | -      | 1             | 0        |
| 1         | 2         | Giappone                                                          | 96.999 | 1             | 0        |
| 2         | 3         | Corea del Sud                                                     | 93.600 | 1             | 0        |
| 3         | 7         | Cina                                                              | 57.764 | 1             | 0        |
| 4         | 8         | Thailandia                                                        | 49.546 | 2             | 0        |
| 5         | 11        | Australia                                                         | 34.703 | 1             | 0        |
| 6         | 12        | Malaysia                                                          | 31.331 | 1             | 0        |
| 7         | 14        | Vietnam                                                           | 28.657 | 2             | 0        |
| 8         | 15        | Hong Kong                                                         | 26.888 | 2             | 0        |
| 9         | 23        | Singapore                                                         | 17.350 | 2             | 0        |
| 10        | 25        | Filippine                                                         | 16.230 | 1             | 1        |
| 11        | 28        | Indonesia                                                         | 14.816 | 0             | 1        |
| 12        | 29        | Corea del Nord                                                    | 13.923 | 0             | 0        |
| Totale    | Totale    | Totale                                                            | Totale | 15            | 2        |
| Totale    | Totale    | Totale                                                            | Totale | 17            |          |

## Squadre partecipanti
| Team           | Metodo di qualificazione                                                                                   | Ultima apparizione | Apparizione nel torneo |
| -------------- | --- | ------------------ | ---------------------- |
| Sepahan        | Perdente turno preliminare di AFC Champions League Elite 2025-2026                                         | Esordiente         |                        |
| Al-Nassr       | Terza classificata nella Lega saudita professionistica 2024-2025                                           | Esordiente         |                        |
| Al-Ahli        | Terzo classificato nella Qatar Stars League 2024-2025                                                      | Esordiente         |                        |
| Esteghlal      | Vincitore della Coppa d'Iran 2024-2025                                                                     | Esordiente         |                        |
| Al-Wasl        | Quarto classificato nella UAE Pro League 2024-2025                                                         |                    |                        |
| Andijon        | Vincitore della Uzbekistan Cup 2024                                                                        | Esordiente         |                        |
| Al-Zawraa      | Seconda classificata della Iraq Stars League 2024-2025                                                     | Esordiente         |                        |
| Al-Hussein     | Vincitore della Jordan Pro League 2024-2025                                                                | 2024-2025          | 2ª                     |
| Al-Wehdat      | Vincitore della Coppa di Giordania 2024-2025                                                               | 2024-2025          | 2ª                     |
| Al-Muharraq    | Vincitore della Prima Lega 2024-2025                                                                       | Esordiente         |                        |
| Al-Khaldiya    | Vincitore della Coppa del Re del Bahrein 2024–25                                                           | 2024-2025          | 2ª                     |
| Istiklol       | Vincitore della Tajikistan Higher League 2024                                                              | 2024-2025          | 2ª                     |
| Mohun Bagan SG | Vincitore dell'ISL Shield 2024-2025                                                                        | 2024-2025          | 2ª                     |
| Arkadag        | Vincitore della AFC Challenge League 2024-2025, della Ýokary Liga 2024 e della Coppa del Turkmenistan 2024 | Esordiente         |                        |

| Team                   | Metodo di qualificazione                                | Ultima apparizione | Apparizione nel torneo |
| ---------------------- | ------------------------------------------------------- | ------------------ | ---------------------- |
| Goa                    | Vincitore della Super Cup 2025                          | Esordiente         |                        |
| Al-Seeb                | Vincitore della Lega omanita professionistica 2024-2025 | Esordiente         |                        |
| Ahal                   | Secondo classificato della Ýokary Liga 2024             | Esordiente         |                        |
| Regar-TadAZ Tursunzoda | Vincitore Della Tajikistan Cup 2024                     | Esordiente         |                        |

| Team              | Metodo di qualificazione                                     | Ultima apparizione | Apparizione nel torneo |
| ----------------- | ------------------------------------------------------------ | ------------------ | ---------------------- |
| Bangkok United    | Perdente play-off di AFC Champions League Elite 2025-2026    | Esordiente         |                        |
| Gamba Osaka       | Quarta classificata nella J1 League 2024                     | Esordiente         |                        |
| Pohang Steelers   | Vincitore della Coppa di Corea del Sud 2024                  | Esordiente         |                        |
| Beijing Guoan     | Quarto classificato nella Super League 2024                  | Esordiente         |                        |
| BG Pathum United  | Terzo classificato della Thai League 2024-2025               | Esordiente         |                        |
| Ratchaburi        | Quarto classificato della Thai League 2024-2025              | Esordiente         |                        |
| Macarthur         | Vincitore dell'Australia Cup 2024                            | Esordiente         |                        |
| Selangor          | Secondo classificato nella Liga Super 2024-2025              | 2024-2025          | 2ª                     |
| Nam Định          | Vincitore della V League 1 2024-2025                         | 2024-2025          | 2ª                     |
| Cong An Hanoi     | Vincitore della Coppa di Vietnam 2024-2025                   | Esordiente         |                        |
| Tai Po            | Vincitore della Premier League 2024-2025                     | Esordiente         |                        |
| Eastern           | Vincitore della Hong Kong Football Association Cup 2024-2025 | 2024-2025          | 2ª                     |
| Quindi – Iloilo   | Vincitore della Philippines Football League 2024-2025        | 2024-2025          | 2ª                     |
| Lion City Sailors | Vincitore della Premier League 2024-2025                     | 2024-2025          | 2ª                     |
| Tampines Rovers   | Vincitore della Singapore Cup 2024-2025                      | 2024-2025          | 2ª                     |

| Team          | Metodo di qualificazione                                         | Ultima apparizione | Apparizione nel torneo |
| ------------- | ---------------------------------------------------------------- | ------------------ | ---------------------- |
| Persib        | Vincitore della Liga 1 2024-2025                                 | 2024-2025          | 2ª                     |
| Manila Digger | Seconda classificata nella Philippines Football League 2024-2025 | Esordiente         |                        |

## Calendario
| Fase                         | Turno                   | Data sorteggio   | Andata                                   | Ritorno                                  |
| ---------------------------- | ----------------------- | ---------------- | ---------------------------------------- | ---------------------------------------- |
| Fase preliminare             | Primo turno preliminare | Nessun sorteggio | 13 agosto 2025                           | 13 agosto 2025                           |
| Fase a gironi                | Prima giornata          | 15 agosto 2025   | 16–17 (W), 17-18 (E) settembre 2025      | 16–17 (W), 17-18 (E) settembre 2025      |
| Fase a gironi                | Seconda giornata        | 15 agosto 2025   | 30 settembre-1 (W), 1-2 (E) ottobre 2025 | 30 settembre-1 (W), 1-2 (E) ottobre 2025 |
| Fase a gironi                | Terza giornata          | 15 agosto 2025   | 21–22 (W), 22-23 (E) ottobre 2025        | 21–22 (W), 22-23 (E) ottobre 2025        |
| Fase a gironi                | Quarta giornata         | 15 agosto 2025   | 4–5 (W), 5-6 (E) novembre 2025           | 4–5 (W), 5-6 (E) novembre 2025           |
| Fase a gironi                | Quinta giornata         | 15 agosto 2025   | 25–26 (W), 26-27 (E) novembre 2025       | 25–26 (W), 26-27 (E) novembre 2025       |
| Fase a gironi                | Sesta giornata          | 15 agosto 2025   | 9–10 (W), 10-11 (E) dicembre 2025        | 9–10 (W), 10-11 (E) dicembre 2025        |
| Fase ad eliminazione diretta | Ottavi di finale        | 16 dicembre 2025 | 10–11 (W), 11-12 (E) febbraio 2026       | 17–18 (W), 18-19 (E) febbraio 2026       |
| Fase ad eliminazione diretta | Quarti di finale        | 16 dicembre 2025 | 3-4 (W), 4-5 (E) marzo 2026              | 10–11 (W), 11-12 (E) marzo 2026          |
| Fase ad eliminazione diretta | Semifinale              | 16 dicembre 2025 | 7-8 aprile 2026                          | 14–15 aprile 2026                        |
| Fase ad eliminazione diretta | Finale                  | 16 dicembre 2025 | 16 maggio 2026                           | 16 maggio 2026                           |

## Fase preliminare
Chi non passa i turni preliminari si qualifica di diritto alla fase a gironi della AFC Challenge League 2025-2026.

### Primo turno preliminare
| Squadra 1        | Risultato        | Squadra 2        |
| Zona Occidentale | Zona Occidentale | Zona Occidentale |
| ---------------- | ---------------- | ---------------- |
| FC Goa           | 2 - 1            | Al-Seeb          |
| Regar-TadAZ      | 1 - 2            | Ahal             |
| Zona Occidentale |                  |                  |
| Manila Digger    | 1 - 2            | Persib           |

## Fase a gironi

### Gruppo A

#### Classifica
| Pos. | Squadra     | Pt | G | V | N | P | GF | GS | DR |
| ---- | ----------- | -- | - | - | - | - | -- | -- | -- |
| 1.   | Al-Wasl     | 0  | 0 | 0 | 0 | 0 | 0  | 0  | 0  |
| 2.   | Esteghlal   | 0  | 0 | 0 | 0 | 0 | 0  | 0  | 0  |
| 3.   | Al-Muharraq | 0  | 0 | 0 | 0 | 0 | 0  | 0  | 0  |
| 4.   | Al-Wehdat   | 0  | 0 | 0 | 0 | 0 | 0  | 0  | 0  |

### Gruppo B

#### Classifica
| Pos. | Squadra     | Pt | G | V | N | P | GF | GS | DR |
| ---- | ----------- | -- | - | - | - | - | -- | -- | -- |
| 1.   | Al-Ahli     | 0  | 0 | 0 | 0 | 0 | 0  | 0  | 0  |
| 2.   | Andijon     | 0  | 0 | 0 | 0 | 0 | 0  | 0  | 0  |
| 3.   | Arkadag     | 0  | 0 | 0 | 0 | 0 | 0  | 0  | 0  |
| 4.   | Al-Khaldiya | 0  | 0 | 0 | 0 | 0 | 0  | 0  | 0  |

### Gruppo C

#### Classifica
| Pos. | Squadra        | Pt | G | V | N | P | GF | GS | DR |
| ---- | -------------- | -- | - | - | - | - | -- | -- | -- |
| 1.   | Sepahan        | 0  | 0 | 0 | 0 | 0 | 0  | 0  | 0  |
| 2.   | Al-Hussein     | 0  | 0 | 0 | 0 | 0 | 0  | 0  | 0  |
| 3.   | Mohun Bagan SG | 0  | 0 | 0 | 0 | 0 | 0  | 0  | 0  |
| 4.   | Ahal           | 0  | 0 | 0 | 0 | 0 | 0  | 0  | 0  |

### Gruppo D

#### Classifica
| Pos. | Squadra   | Pt | G | V | N | P | GF | GS | DR |
| ---- | --------- | -- | - | - | - | - | -- | -- | -- |
| 1.   | Al-Nassr  | 0  | 0 | 0 | 0 | 0 | 0  | 0  | 0  |
| 2.   | Al-Zawraa | 0  | 0 | 0 | 0 | 0 | 0  | 0  | 0  |
| 3.   | Istiklol  | 0  | 0 | 0 | 0 | 0 | 0  | 0  | 0  |
| 4.   | FC Goa    | 0  | 0 | 0 | 0 | 0 | 0  | 0  | 0  |

### Gruppo E

#### Classifica
| Pos. | Squadra       | Pt | G | V | N | P | GF | GS | DR |
| ---- | ------------- | -- | - | - | - | - | -- | -- | -- |
| 1.   | Beijing Guoan | 0  | 0 | 0 | 0 | 0 | 0  | 0  | 0  |
| 2.   | Macarthur     | 0  | 0 | 0 | 0 | 0 | 0  | 0  | 0  |
| 3.   | Tai Po        | 0  | 0 | 0 | 0 | 0 | 0  | 0  | 0  |
| 4.   | CAHN          | 0  | 0 | 0 | 0 | 0 | 0  | 0  | 0  |

### Gruppo F

#### Classifica
| Pos. | Squadra     | Pt | G | V | N | P | GF | GS | DR |
| ---- | ----------- | -- | - | - | - | - | -- | -- | -- |
| 1.   | Gamba Osaka | 0  | 0 | 0 | 0 | 0 | 0  | 0  | 0  |
| 2.   | Nam Định    | 0  | 0 | 0 | 0 | 0 | 0  | 0  | 0  |
| 3.   | Ratchaburi  | 0  | 0 | 0 | 0 | 0 | 0  | 0  | 0  |
| 4.   | Eastern     | 0  | 0 | 0 | 0 | 0 | 0  | 0  | 0  |

### Gruppo G

#### Classifica
| Pos. | Squadra           | Pt | G | V | N | P | GF | GS | DR |
| ---- | ----------------- | -- | - | - | - | - | -- | -- | -- |
| 1.   | Bangkok Utd       | 0  | 0 | 0 | 0 | 0 | 0  | 0  | 0  |
| 2.   | Selangor          | 0  | 0 | 0 | 0 | 0 | 0  | 0  | 0  |
| 3.   | Lion City Sailors | 0  | 0 | 0 | 0 | 0 | 0  | 0  | 0  |
| 4.   | Persib            | 0  | 0 | 0 | 0 | 0 | 0  | 0  | 0  |

### Gruppo H

#### Classifica
| Pos. | Squadra         | Pt | G | V | N | P | GF | GS | DR |
| ---- | --------------- | -- | - | - | - | - | -- | -- | -- |
| 1.   | Pohang Steelers | 0  | 0 | 0 | 0 | 0 | 0  | 0  | 0  |
| 2.   | BG Pathum Utd   | 0  | 0 | 0 | 0 | 0 | 0  | 0  | 0  |
| 3.   | Kaya-Iloilo     | 0  | 0 | 0 | 0 | 0 | 0  | 0  | 0  |
| 4.   | Tampines Rovers | 0  | 0 | 0 | 0 | 0 | 0  | 0  | 0  |

## Fase a eliminazione diretta

### Tabellone
|  | Ottavi di finale | Ottavi di finale | Ottavi di finale | Ottavi di finale |  |  | Quarti di finale | Quarti di finale | Quarti di finale | Quarti di finale |  |  | Semifinali | Semifinali | Semifinali | Semifinali |  |  | Finale | Finale |
|  |                  |                  |                  |                  |  |  |                  |                  |                  |                  |  |  |            |            |            |            |  |  |        |        |
|  |                  |                  |                  |                  |  |  |                  |                  |                  |                  |  |  |            |            |            |            |  |  |        |        |
|  |                  |                  |                  |                  |  |  |                  |                  |                  |                  |  |  |            |            |            |            |  |  |        |        |
|  |                  |                  |                  |                  |  |  |                  |                  |                  |                  |  |  |            |            |            |            |  |  |        |        |
|  |                  |                  |                  |                  |  |  |                  |                  |                  |                  |  |  |            |            |            |            |  |  |        |        |
|  |                  |                  |                  |                  |  |  |                  |                  |                  |                  |  |  |            |            |            |            |  |  |        |        |
|  |                  |                  |                  |                  |  |  |                  |                  |                  |                  |  |  |            |            |            |            |  |  |        |        |
|  |                  |                  |                  |                  |  |  |                  |                  |                  |                  |  |  |            |            |            |            |  |  |        |        |
|  |                  |                  |                  |                  |  |  |                  |                  |                  |                  |  |  |            |            |            |            |  |  |        |        |
|  |                  |                  |                  |                  |  |  |                  |                  |                  |                  |  |  |            |            |            |            |  |  |        |        |
|  |                  |                  |                  |                  |  |  |                  |                  |                  |                  |  |  |            |            |            |            |  |  |        |        |
|  |                  |                  |                  |                  |  |  |                  |                  |                  |                  |  |  |            |            |            |            |  |  |        |        |
|  |                  |                  |                  |                  |  |  |                  |                  |                  |                  |  |  |            |            |            |            |  |  |        |        |
|  |                  |                  |                  |                  |  |  |                  |                  |                  |                  |  |  |            |            |            |            |  |  |        |        |
|  |                  |                  |                  |                  |  |  |                  |                  |                  |                  |  |  |            |            |            |            |  |  |        |        |
|  |                  |                  |                  |                  |  |  |                  |                  |                  |                  |  |  |            |            |            |            |  |  |        |        |
|  |                  |                  |                  |                  |  |  |                  |                  |                  |                  |  |  |            |            |            |            |  |  |        |        |
|  |                  |                  |                  |                  |  |  |                  |                  |                  |                  |  |  |            |            |            |            |  |  |        |        |
|  |                  |                  |                  |                  |  |  |                  |                  |                  |                  |  |  |            |            |            |            |  |  |        |        |
|  |                  |                  |                  |                  |  |  |                  |                  |                  |                  |  |  |            |            |            |            |  |  |        |        |
|  |                  |                  |                  |                  |  |  |                  |                  |                  |                  |  |  |            |            |            |            |  |  |        |        |
|  |                  |                  |                  |                  |  |  |                  |                  |                  |                  |  |  |            |            |            |            |  |  |        |        |
|  |                  |                  |                  |                  |  |  |                  |                  |                  |                  |  |  |            |            |            |            |  |  |        |        |
|  |                  |                  |                  |                  |  |  |                  |                  |                  |                  |  |  |            |            |            |            |  |  |        |        |
|  |                  |                  |                  |                  |  |  |                  |                  |                  |                  |  |  |            |            |            |            |  |  |        |        |
|  |                  |                  |                  |                  |  |  |                  |                  |                  |                  |  |  |            |            |            |            |  |  |        |        |
|  |                  |                  |                  |                  |  |  |                  |                  |                  |                  |  |  |            |            |            |            |  |  |        |        |
|  |                  |                  |                  |                  |  |  |                  |                  |                  |                  |  |  |            |            |            |            |  |  |        |        |
|  |                  |                  |                  |                  |  |  |                  |                  |                  |                  |  |  |            |            |            |            |  |  |        |        |
|  |                  |                  |                  |                  |  |  |                  |                  |                  |                  |  |  |            |            |            |            |  |  |        |        |
|  |                  |                  |                  |                  |  |  |                  |                  |                  |                  |  |  |            |            |            |            |  |  |        |        |
|  |                  |                  |                  |                  |  |  |                  |                  |                  |                  |  |  |            |            |            |            |  |  |        |        |
|  |                  |                  |                  |                  |  |  |                  |                  |                  |                  |  |  |            |            |            |            |  |  |        |        |
|  |                  |                  |                  |                  |  |  |                  |                  |                  |                  |  |  |            |            |            |            |  |  |        |        |
|  |                  |                  |                  |                  |  |  |                  |                  |                  |                  |  |  |            |            |            |            |  |  |        |        |
|  |                  |                  |                  |                  |  |  |                  |                  |                  |                  |  |  |            |            |            |            |  |  |        |        |
|  |                  |                  |                  |                  |  |  |                  |                  |                  |                  |  |  |            |            |            |            |  |  |        |        |
|  |                  |                  |                  |                  |  |  |                  |                  |                  |                  |  |  |            |            |            |            |  |  |        |        |
|  |                  |                  |                  |                  |  |  |                  |                  |                  |                  |  |  |            |            |            |            |  |  |        |        |
|  |                  |                  |                  |                  |  |  |                  |                  |                  |                  |  |  |            |            |            |            |  |  |        |        |
|  |                  |                  |                  |                  |  |  |                  |                  |                  |                  |  |  |            |            |            |            |  |  |        |        |
|  |                  |                  |                  |                  |  |  |                  |                  |                  |                  |  |  |            |            |            |            |  |  |        |        |
|  |                  |                  |                  |                  |  |  |                  |                  |                  |                  |  |  |            |            |            |            |  |  |        |        |
|  |                  |                  |                  |                  |  |  |                  |                  |                  |                  |  |  |            |            |            |            |  |  |        |        |
|  |                  |                  |                  |                  |  |  |                  |                  |                  |                  |  |  |            |            |            |            |  |  |        |        |